# Atyrau
Atyrau (tiếng Kazakh: Атырау, Atyraý, أتيراو, phát âm [ɑtəˈrɑw]; tiếng Nga: Атырау, phát âm [ɐtɨˈraʊ]), hay tên khác là Guryev (tiếng Nga: Гурьев, phát âm [ˈɡurʲjɪf]) cho tới trước năm 1991, là một thành phố của Kazakhstan và thủ phủ vùng Atyrau. Thành phố nằm bên cửa sông Ural đổ ra biển Caspi, cách Almaty 2.700 kilômét (1.700 dặm) về phía tây và cách thành phố Astrakhan của Nga 351 kilômét (218 dặm) về phía Đông.
Atyrau thời kỳ hiện đại nổi tiếng với các ngành công nghiệp dầu mỏ và đánh bắt cá. Thành phố có dân số 154.100 người (2007), trong 90% là người Kazakh, còn lại hầu hết là người Nga và các sắc tộc khác như Tatar và Ukraina.

## Lịch sử
Pháo đài bằng gỗ ở cửa sông Yaik được lập ra năm 1645 với tên gọi Nizhny Yaitzky gorodok (nghĩa là Pháo đài Hạ Yaik) bởi thương gia người Nga là Gury Nazarov. Ông có gốc ở Yaroslavl và thường giao thương với các lái buôn tại Khiva và Bukhara. Pháo đài bị những người Cossack Yaik, buộc gia đình nhà Guriev phải xây dựng lại pháo đài này bằng vật liệu đá (1647–62). Sa hoàng Aleksei gửi một đơn vị đồn trú của lực lượng Streltsy để bảo vệ pháo đài khỏi bị quân Cossack xâm lược. Mặc dù vậy thủ lĩnh quân Cossack là Stepan Razin vẫn chiếm được thị trấn này vào năm 1667 và 1668. Pháo đài dần mất đi ý nghĩa chiến lược của mình và bị phá hủy vào năm 1810. Từ năm 1708 đến năm 1992, thành phố được gọi là Guriev. Tên tiếng Kazakh Atyraý nghĩa là 'châu thổ'.

## Địa lý
Atyrau (cùng với Aktau) là thành phố cảng chính của Kazakhstan bên bờ biển Caspi, thuộc vùng châu thổ sông Ural. Thành phố Atyrau có độ cao 20 mét (66 foot) so với mực nước biển. Thành phố thuộc cả châu Á và châu Âu do bị sông Ural chia đôi.
Thành phố là trung tâm của vùng trũng Caspi với lượng dầu mỏ dồi dào. Người ta đã đào nhiều giếng dầu tại các mỏ dầu Tengiz và Kashagan, cùng với đó là một đường ống dẫn dầu chạy từ Atyrau tới Samara, kết nối với mạng lưới đường ống dầu của Nga. Ngoài ra còn có các đường ống riêng từ Tengiz tới cảng Novorossiysk ở biển Đen.

## Khí hậu
Atyrau có khí hậu bán khô hạn (phân loại khí hậu Köppen BSk), với một chút khí hậu sa mạc (phân loại khí hậu Köppen BWk), mùa hè nóng và mùa đông lạnh. Lượng mưa thấp quanh năm. Tuyết chỉ rơi nhẹ vào mùa đông. Nhiệt độ thấp kỷ lục là −37,9 °C (−36,2 °F) vào năm 1909, và cao nhất là 42,7 °C (108,9 °F) vào năm 1984. Thành phố có khí hậu lục địa nhiều hơn so với các khu vực xa hơn về phía tây của lục địa Âu, với mùa hè có nhiệt độ trung bình khoảng 33 °C (91 °F) và không có mưa, tương tự với khí hậu khí hậu lục địa địa trung hải nóng vào mùa hè; và mùa đông cận Bắc Cực với một chút tuyết nhưng chỉ hơi lạnh. Những thay đổi nhiệt độ lớn này tương đương với khu vực Siberia và đồng bằng Bắc Mỹ.
| Dữ liệu khí hậu của Atyrau              | Dữ liệu khí hậu của Atyrau | Dữ liệu khí hậu của Atyrau | Dữ liệu khí hậu của Atyrau | Dữ liệu khí hậu của Atyrau | Dữ liệu khí hậu của Atyrau | Dữ liệu khí hậu của Atyrau | Dữ liệu khí hậu của Atyrau | Dữ liệu khí hậu của Atyrau | Dữ liệu khí hậu của Atyrau | Dữ liệu khí hậu của Atyrau | Dữ liệu khí hậu của Atyrau | Dữ liệu khí hậu của Atyrau | Dữ liệu khí hậu của Atyrau |
| Tháng                                   | 1                          | 2                          | 3                          | 4                          | 5                          | 6                          | 7                          | 8                          | 9                          | 10                         | 11                         | 12                         | Năm                        |
| --------------------------------------- | -------------------------- | -------------------------- | -------------------------- | -------------------------- | -------------------------- | -------------------------- | -------------------------- | -------------------------- | -------------------------- | -------------------------- | -------------------------- | -------------------------- | -------------------------- |
| Cao kỉ lục °C (°F)                      | 10.5 (50.9)                | 15.0 (59.0)                | 26.3 (79.3)                | 32.5 (90.5)                | 38.0 (100.4)               | 41.9 (107.4)               | 42.7 (108.9)               | 41.9 (107.4)               | 40.1 (104.2)               | 29.6 (85.3)                | 19.9 (67.8)                | 11.8 (53.2)                | 42.7 (108.9)               |
| Trung bình ngày tối đa °C (°F)          | −2.8 (27.0)                | −1.8 (28.8)                | 5.8 (42.4)                 | 17.2 (63.0)                | 24.5 (76.1)                | 30.8 (87.4)                | 33.4 (92.1)                | 31.6 (88.9)                | 24.6 (76.3)                | 15.3 (59.5)                | 5.1 (41.2)                 | −1.1 (30.0)                | 15.2 (59.4)                |
| Trung bình ngày °C (°F)                 | −6.4 (20.5)                | −6.3 (20.7)                | 0.8 (33.4)                 | 11.2 (52.2)                | 18.4 (65.1)                | 24.5 (76.1)                | 26.8 (80.2)                | 24.8 (76.6)                | 18.0 (64.4)                | 9.7 (49.5)                 | 1.3 (34.3)                 | −4.3 (24.3)                | 9.9 (49.8)                 |
| Tối thiểu trung bình ngày °C (°F)       | −9.4 (15.1)                | −9.9 (14.2)                | −3.1 (26.4)                | 6.1 (43.0)                 | 12.8 (55.0)                | 18.4 (65.1)                | 20.5 (68.9)                | 18.5 (65.3)                | 12.3 (54.1)                | 5.0 (41.0)                 | −1.7 (28.9)                | −7.0 (19.4)                | 5.2 (41.4)                 |
| Thấp kỉ lục °C (°F)                     | −37.9 (−36.2)              | −37.4 (−35.3)              | −32.3 (−26.1)              | −12.3 (9.9)                | −2.3 (27.9)                | 2.3 (36.1)                 | 8.1 (46.6)                 | 4.8 (40.6)                 | −5.7 (21.7)                | −15.7 (3.7)                | −29.8 (−21.6)              | −35.8 (−32.4)              | −37.9 (−36.2)              |
| Lượng Giáng thủy trung bình mm (inches) | 14 (0.6)                   | 12 (0.5)                   | 15 (0.6)                   | 16 (0.6)                   | 23 (0.9)                   | 18 (0.7)                   | 10 (0.4)                   | 12 (0.5)                   | 8 (0.3)                    | 16 (0.6)                   | 18 (0.7)                   | 14 (0.6)                   | 176 (6.9)                  |
| Số ngày mưa trung bình                  | 4                          | 4                          | 6                          | 8                          | 9                          | 7                          | 6                          | 5                          | 5                          | 8                          | 10                         | 6                          | 78                         |
| Số ngày tuyết rơi trung bình            | 14                         | 11                         | 7                          | 1                          | 0                          | 0                          | 0                          | 0                          | 0                          | 1                          | 5                          | 11                         | 50                         |
| Độ ẩm tương đối trung bình (%)          | 84                         | 80                         | 74                         | 58                         | 50                         | 45                         | 45                         | 46                         | 52                         | 64                         | 80                         | 84                         | 64                         |
| Số giờ nắng trung bình tháng            | 98                         | 138                        | 167                        | 245                        | 311                        | 330                        | 343                        | 323                        | 267                        | 196                        | 105                        | 75                         | 2.598                      |
| Nguồn 1: Pogoda.ru.net                  |                            |                            |                            |                            |                            |                            |                            |                            |                            |                            |                            |                            |                            |
| Nguồn 2: NOAA (nắng, 1961–1990)         |                            |                            |                            |                            |                            |                            |                            |                            |                            |                            |                            |                            |                            |

## Công nghiệp

### Dầu mỏ
Nhà máy lọc dầu lớn thứ ba ở Kazakhstan nằm tại Atyrau. Nhà máy lọc dầu Atyrau do công ty KazMunayGas vận hành và có sản lượng 16.600 m³/ngày (2012). Một tổ hợp lọc dầu đã được tiến hành xây dựng và là giai đoạn cuối cùng của quá trình tái thiết toàn bộ Nhà máy lọc dầu Atyrau. Dự án này dự kiến sẽ xử lý 2,4 triệu tấn nguyên liệu thô một năm (dầu và dầu khí chân không). Dự án cũng sẽ gia tăng chiều sâu của quá trình lọc dầu vào năm 2016 thêm 85%. Khối lượng dầu lọc sẽ đạt 5,5 triệu tấn mỗi năm.
Atyrau nằm gần mỏ Tengiz, mỏ dầu được vận hành một phần bởi Tập đoàn Chevron. Hầu hết các gia đình của nhân viên làm việc tại Chevron đều sống ở làng Dostyk, một tổ hợp bao gồm nhà ở, phương tiện giải trí và một trường quốc tế. Atyrau cũng là nơi nhiều công nhân lao động nước ngoài tới làm việc cho các tập đoàn như Agip, ExxonMobil, Royal Dutch Shell, và ConocoPhillips.

## Thể thao
Thành phố có một đội bóng rổ là BC Barsy Atyrau. Đội bóng tham dự các giải như FIBA Asia Champions Cup và Giải vô địch bóng rổ Kazakhstan và thi đấu các trận sân nhà tại Tổ hợp thể thao và giải trí Atyrau.

## Giáo dục
Atyrau có một trường quốc tế dành cho các học sinh người nước ngoài, Trường quốc tế QSI Atyrau.

## Thành phố kết nghĩa
Atyrau kết nghĩa với các thành phố:
- Aktau, Kazakhstan
- Oral, Kazakhstan
- Aktobe, Kazakhstan
- Shirvan, Azerbaijan
- Astrakhan, Nga
- Syktyvkar, Nga
- Aberdeen, Anh Quốc
- Ashdod, Israel